# Гребенник Кузьма Євдокимович
Кузьма Євдокимович Гребенник (рос. Кузьма Евдокимович Гребенник; 5 (18) лютого 1900, Брянка — 22 вересня 1974, Київ) — радянський діяч прикордонних військ НКВС—МДБ, командир 37-ї гвардійської стрілецької дивізії, генерал-лейтенант, Герой Радянського Союзу (29.05.1945). Член Центральної ревізійної комісії КП(б)У в січні 1949 — вересні 1952 року. Депутат Верховної Ради СРСР 2—3-го і 5-го скликань.

## Біографія
Народився 5 (18 лютого) 1900 року в селищі Брянський (нині місто Брянка Луганської області України) в родині робітника—шахтаря. Росіянин. 
У лютому 1910 — липні 1914 року — сортувальник вугілля на шахті «Игнатий» Шубинського рудника Катеринославської губернії. У травні 1915 року закінчив двокласне училище в селі Кремінне Куп'янського повіту Харківської губернії. У травні 1915 — вересні 1916 року — ремонтний робітник станції Кремінна Катерининської залізниці. У вересні 1916 — квітні 1917 року — чорнороб Донець-Рубіжанського заводу «Русско-Краска» станції Рубіжне Катерининської залізниці. З квітня 1917 до лютого 1918 року був безробітним у селі Кремінна. У лютому 1918 — травні 1919 року — робітник-саночник, коногон шахти № 6 Брянського рудника в селі Кремінна.
У 1919 році призваний до лав Червоної армії. З травня до вересня 1919 року — стрілець збройного загону робітників при 42-й дивізії РСЧА на Донбасі. З вересня 1919 до січня 1920 року хворів на тиф. У січні — жовтні 1920 року  — діловод Кремінного волосного військкомату Куп'янського повіту Харківської губернії.
У вересні 1920 року вступив до РКП(б).
З жовтня 1920 року служив червоноармійцем комуністичного батальйону особливого призначення 1-го полку Донецької дивізії ВЧК у місті Лисичанську. Брав участь в Громадянській війні, воював у складі 51-ї Перекопської стрілецької дивізії. Під час боїв з розгрому армії Врангеля — командир шабельного ескадрону у складі військ 13-ї армії Південного фронту.
З квітня 1922 до жовтня 1923 року — інструктор 455-го Рогозько-Симоновського полку 51-ї дивізії. З жовтня до грудня 1923 року — секретар військового комісара Очаківського прикордоного батальйону ОДПУ.
У грудні 1923 — вересні 1924 року — слухач Вищої прикордонної школи Об'єднаного державного політичного управління.
У вересні 1924 — лютому 1925 року — командир взводу Одеського навчального полку військ ДПУ. У лютому 1925 — листопаді 1929 року — начальник прикордонної застави, начальник мотоманеврової групи Молдавського прикордонного загону ДПУ в Тирасполі. У листопаді 1929 — грудні 1931 року — помічник начальника 21-го прикордонного загону із стройової частини в селищі Ямпіль.
У грудні 1931 — листопаді 1937 року — командир 5-го мотострілецького полку дивізії особливого призначення ОДПУ (НКВС) СРСР. З січня до липня 1935 року — слухач курсів удосконалення командного складу при Військовій академії механізації і моторизації Робітничо-селянської Червоної армії.
З листопада 1937 до грудня 1939 року — в.о. начальника, з 16 грудня 1939 до 3 вересня 1942 року — начальник 59-го Хасанського прикордонного загону НКВС у селі Пос'єт Приморського краю. Учасник боїв біля озера Хасан в 1938 році, командував прикордонним загоном, що витримав перший удар японців. У 1939 році був делегатом XVIII-го з'їзду ВКП(б).
Учасник радянсько-німецької війни з листопада 1942 року. У листопаді 1942 — серпні 1943 року — заступник командира 102-ї стрілецької дивізії 70-ї армії в Молотовській області та на Центральному фронті. У серпні 1943 — березні 1945 року — командир 15-ї стрілецької дивізії 1-го і 2-го Білоруських фронтів. Після загибелі командира 37-ї гвардійської стрілецької дивізії Героя Радянського Союзу генерал-майора Сабіра Рахімова 30 березня 1945 року призначений командиром 37-ї гвардійської Речицької двічі Червонопрапорної орденів Суворова II ступеня, Кутузова II ступеня, Богдана Хмельницького II ступеня стрілецької дивізії 65-ї армії 2-го Білоруського фронту, займав цю посаду до серпня 1947 року.
20 квітня 1945 року генерал-майор К. Є. Гребенник вміло організував форсування Одеру і захоплення плацдарму в ході Берлінської наступальної операції. Дивізія під командуванням гвардії генерал-майора К. Є. Гребенника оволоділа сильно укріпленим населеним пунктом Кольбітцов (Колбасково) на південний захід від польського міста Щецин і 2 травня 1945 року з боями вийшла до Балтійського моря на північний схід від німецького міста Росток.
Указом Президії Верховної Ради СРСР від 29 травня 1945 року за мужність і героїзм, проявлені при форсуванні річки Одер, захоплення плацдарму і за вміле командування дивізією гвардії генерал-майору Кузьмі Євдокимовичу Гребеннику присвоєно звання Героя Радянського Союзу з врученням ордена Леніна і медалі «Золота Зірка» (№ 5569).
3 травня 1946 по 12 листопада 1948 року по лінії радянської держави свідок злодіянь японських мілітаристів на Токійському судовому процесі Міжнародного військового трибуналу для Далекого Сходу над головними японськими військовими злочинцями.
У серпні 1947 року повернувся в прикордонні війська МВС СРСР. З серпня до грудня 1947 року — заступник начальника прикордонних військ МВС Закарпатського прикордонного округу.
У грудні 1947 — листопаді 1951 року — начальник прикордонних військ МВС (МДБ) Українського прикордонного округу в місті Львові.
У листопаді 1951 — жовтні 1953 року — начальник прикордонних військ МДБ (МВС) Ленінградського прикордонного округу.
У жовтні 1953 — квітні 1956 року — старший радник із прикордонних військ при МВС Народної Республіки Албанії (у албанського лідера Енвера Ходжі).
У жовтні 1956 — квітні 1957 року — начальник 1-го Управління штабу Головного управління прикордонних і внутрішніх військ МВС СРСР. У 1956 році в ході придушення радянськими військами угорської революції — військовий комендант столиці Угорщини міста Будапешта. Був контужений після попадання ворожого снаряда в танк, в якому пересувався в зоні бойових дій.
У квітні — липні 1957 року — начальник штабу — 1-й заступник начальника Головного управління прикордонних військ КДБ при РМ СРСР.
У липні 1957 — травні 1960 року — начальник прикордонних військ КДБ Південно-Західного прикордонного округу в місті Кишиневі.
У травні 1960 — вересні 1961 року — начальник оперативної групи прикордонних військ КДБ при Раді міністрів Української РСР у Львові та Києві.
Автор неодноразово перевидаваної книги військових мемуарів «Хасанской щоденник. Рік 1938».

Могила Кузьми Гребенника

З грудня 1961 року — у відставці. Жив у Києві. Помер 22 вересня 1974 року. Похований у Києві на Байковому кладовищі. На могилі встановлено пам'ятник, прикрашений написом: «Від виконкому Київської міської Ради депутатів трудящих».

## Звання
- полковник
- генерал-майор (3.06.1944)
- генерал-лейтенант (15.07.1957)

## Нагороди, пам'ять
- Герой Радянського Союзу (29.05.1945)
- три ордени Леніна (23.07.1944, 29.05.1945, 6.11.1945)
- шість орденів Червоного Прапора (25.10.1938, 3.11.1944, 24.11.1950, 14.02.1951, 18.12.1956)
- орден Суворова 2-го ступеня (14.01.1944)
- орден Кутузова 2-го ступеня (10.04.1945)
- орден Червоної Зірки (28.10.1967)
- орден «Віртуті мілітарі» (Польська Народна Республіка)
- орден «Хоробрим на полі бою» (Польська Народна Республіка)
- орден «Скандерберга» (Албанія)
- 10 медалей
- знак «Почесний працівник ВНК—ДПУ (XV)» (8.04.1934)

Ім'я Кузьми Гребенника присвоєно:
- прикордонній заставі, що дислокується в місті Очакові Миколаївської області України;
- Брянківській спеціалізованій школі № 6 Луганської області України.

Вважається, що гвардії генерал-лейтенант К. Є. Гребенник став прототипом образу начальника прикордонних військ округу у виконанні лауреата Державної премії СРСР О. Л. Хвилі у кінострічці режисера Д. І. Васильєва «Над Тисою» (1958 рік).